# 서영제
서영제(1950년 ~, 徐永濟)는 대구고등검찰청 검사장 등을 역임한 법조인이다.  강경지청장으로 있으면서 성경을 5차례나 독파하였지만 무신론자이다. 부인 김윤주와 사이에 딸, 아들이 각 1명 있다.

## 생애
1950년 충청남도 서천군에서 태어나 대전고등학교와 성균관대학교 법학과를 졸업하고 1974년 제16회 사법시험에서 합격하여 1976년 제6기 사법연수원과 공군 법무관을 거쳐 1979년 11월 1일 서울지방검찰청 검사에 임용되었다. 서울지방검찰청 검사로 있으면서 "시가 100억원 상당의 골프장과 그 일대 임야 소유자가 불법취득한 것이니 부정축재 재산환수조치를 하고 있는 고위 공직자에게 청탁하여 복지법인이 증여받을 수 있게 해주겠다"며 두 차례에 걸쳐 2500만원을 받은 김종성 변호사를 변호사법 위반으로 구속했다. 서울지방검찰청 서부지청 특수부 부장검사로 있으면서 호적 변조를 하고 금품을 수수했던 18명을 구속했다. 김일성 회고록을 출판한다는 첩보를 입수하고 인쇄소 등을 압수수색했다. 노동자들로부터 원천징수한 국민연금 보험료 수천만원을 국민연금관리공단에 내지 않고 유용한 기업체 대표 16명을 적발하고 강서구의회 의장이자 택시업체 두원교통 대표 김인환 등 5명을 업무상 횡령으로 구속했다. 공무원들에게 뇌물을 주고 불법 옥상 전자 광고탑을 운영해 50억원의 부당이득을 챙긴 전 노동부 장관 조철권을 구속했다. 6~7년근 인삼을 산삼으로 속여 15억여원어치를 백화점 등을 통해 팔았던 5명을 구속했다. 유명 제화회사의 매출전표를 이용하여 고리대금업을 해온 신용카드 사채업자와 회사매출전표를 사채업자에게 넘겨주고 수수료를 받은 제화회사 직원 등 51명을 구속했다. 서울지방검찰청 강력부 부장검사로 있으면서 중국에서 필로폰을 위조하여 해상 루트를 통해 한국, 일본에 팔았던 한국인 국제 필로폰 밀조 밀매조직 3개파 64명을 적발하여 이중 35명을 구속하고 29명을 수배했다. 범서방파 두목 김태촌의 권유로 6.27 지방선거에서 서울시 용산구의원에 출마해 당선된 이영석을 폭력행위 등 처벌에 관한 법률과 식품위생법 위반, 향정신성의약품관리법 위반 등으로 구속했다. 상습도박조직 용산파 등 10개파 202명을 적발해 101명을 구속하고 판돈 6억 4천 5백만원을 압수했다.
1999년 2월 전주지방검찰청 차장검사에서 대검찰청 범죄정보기획관으로 자리를 옮긴 서영제는 조선일보의 프리미엄 조선에 연재한 《서영제 전 서울중앙지검장의 수사 비화》에서 “범죄정보기획관실은 말 그대로 범죄 정보를 수집하는 곳으로 검찰 내 핵심부서였다. (범죄정보기획관이던) 나는 공안 정보와 일반 범죄 정보로 나누어 휘하의 범죄정보1담당관, 2담당관에게 업무를 전담시키고 있었는데 연구관과 수사관들까지 포함해 소속 직원이 모두 마흔 명 가까이 이르고 있었다. 검찰총장 직속으로 되어 있는 데다 인적 규모도 작지 않았다. 어떤 언론에서는 가히 ‘검찰 내의 안기부’라고 불릴 만하다고 했다."고 하면서 "범죄정보기획관실이 당초 목적과 달리 범죄 정보뿐 아니라 이른바 ‘동향 정보’도 수집하면서 '동향과 정책'이라는 제목의 문건을 매일 작성하여 당시 김대중 대통령에게 보고했다."고 밝혔다.
서울지방검찰청 서부지청 형사2부(부장 임안식) 직원들이 2000년 5월 18일에 구권화폐를 미끼로 한 장영자의 사기혐의 사실을 확인하려는 문화일보 방모 기자를 현행범으로 체포하여 검사실로 연행하여 조사를 강행하려 할 때 서영제 지청장이 "없던 일로 하자"며 풀어줬다.
서울지방검찰청 서부지청에서 서울 시내 구청장의 혼인빙자간음 사건을 수사 중일 때 피고소인으로 거론되던 구청장이 "A씨와 관계를 가졌으나 결혼을 약속하거나 강간과 협박을 교사한 적은 없다"면서 "서울지검 서부지청 서영제 지청장이 ‘남자라면 그럴 수도 있지 않느냐．일이나 열심히 하라’고 말해 A씨의 고소를 심각하게 생각하지 않았다"고 말한 것이 드러나자 서영제 지청장은 "사건에 대해 아무런 말을 하고 싶지 않다"며 취재진과의 접촉을 거부했다．
조양은이 연루된 양은이파 사건과 구권화폐 사기사건으로 장영자를 구속한 강력 수사통이었던 서영제는 1995년부터 2년간 서울지방검찰청 강력부장으로 있으면서 조직폭력배 500여명, 마약 등 강력사범 500여명을 검거했다.
' 대검찰청 마약부장
2001년 대검찰청 마약과가 신설되면서 검찰의 마약수사를 총 지휘하는 대검찰청 초대 마약부장으로 있으면서 "앞으로 1~2년이 마약의 대량유통을 차단하는 중요한 시기"라고 하면서 "최근에는 정상적인 사회생활을 하고 있는 직장인이나 상업 종사자들도 마약을 접하는 경우가 늘고 있어 공급경로를 차단하는 데 주력하고 있습니다."고 말하였으며 실제로 상당한 성과를 거두었으며 매일경제신문에 매경춘추라는 기명 칼럼에 "이제는 종교만으로 범죄를 제어할 수 없고 합리적인 도덕재무장(道德再武裝)이 절실히 요구된다"는 내용의 칼럼을 게재하였다. 국내 밀반입 히로뽕의 절반이상을 공급해온 동북아 최대 마약 밀매조직 `김사장파'의 두목 김동화(37)씨와 조직원 우모씨 등 일당 4명의 신병을 중국으로부터 넘겨받으면서 외국에서 한국인 마약사범을 처음으로 인도받았다.
청주지방검찰청 검사장
법무연수원 기획부장으로 있을 때인 2000년부터 미국 청문회 기록, 법학교수,검사,변호사들의 논문 등의 자료를 수집해 분석하여 전체 5장으로 구성되어 있는 《미국 특별검사제도의 과거와 미래》라는 책을 청주지방검찰청 검사장으로 재직하던 2002년에 발간하여 "대한민국의 특검제와 미국의 특검제를 비교할 수 있다"는 평가를 받았다.
2001년 11월 5일 검찰 게시판에 "특검제 도입의 위헌성"을 주장했던 서영제는 파업유도 특검팀의 특검보 출신 김형태 변호사와 함께 11월 8일 MBC 라디오 시사프로그램 손석희의 시선집중에 나란히 출연하여  특검제 도입의 위헌 여부를 놓고 공방을 벌이면서 "대통령이나 법무부 장관에게 특검 임명제청권을 주지 않고 대한변호사협회로부터 후보 2명을 추천받아 이중 1명을 대통령이 임명하도록 강제한 국회의 특검안은 헌법이 보장하는 삼권분립 원칙에 위배된다"고 주장하면서 "미국의 특검제는 법무부 장관이 특검 발동권 및 임명제청권을 가진 상태에서 수사범위와 대상을 미리 정해 연방항소법원에 특검 임명을 제청, 스스로 권력을 양도하는 형식을 도입함으로써 위헌 소지를 없앴다"고 했다.
청주지방검찰청 검사장으로 있을 때 직원들의 스트레스를 풀고 대민 서비스 자세도 향상시킬 목적으로 '웃음의 날' 행사를 마련하여 화제가 됐다. 2002년 3월에는 고소, 고발 등의 사건 처리를 위해 서기관급 이상의 공안·수사·집행·사건 과장 4명에게 1주일에 1건씩 사건을 배당,처리하여 검사의 고유 권한에 대해 처음으로 검찰 사무직에 위임하였다.
2002년 9월 중순 <충청리뷰>의 검찰에 대한 비판적인 보도 이후 <충청리뷰> 관계사 및 <충청리뷰>에 대한 대대적인 수사에 착수하여 <충청리뷰> 윤석위 대표이사에 대해 서원대학교 철거공사 사례비 수수혐의로 공갈죄를 적용, 구속한 검찰은 특수부 등 3개 검사실과 수사과까지 총동원하여 지자체 7곳, 기업체 50여곳, 음식점 영업광고까지 게재 경위를 집중 조사할 뿐만 아니라 이사가 아닌 소액 주주에게도 전화를 걸어 "무슨 이유로 그런 신문에 출자를 했느냐, 원해서 한 것인가 아니면 억지로 한 것인가"등의 추궁성 질문으로 주주를 압박한 사실을 공개하여  충북지역 시민·사회단체와 학계, 종교계 등은 검찰의 <충청리뷰>에 대한 수사를 언론탄압으로 규정하고 즉각적인 중단을 요구하였다. 충청리뷰는 청주지방검찰청의 광고주 집중수사에 따른 영업손실과 명예훼손에 의한 이미지 손상에 대해 1억5천만원의 손해배상 청구소송을 청주지방법원에 제기했다.
2003년 2월 공직자 재산 공개에서 재산 변동이  311,510,000원으로 13위를 기록하였다.
서울중앙지방검찰청 검사장
서울지방검찰청 서부지청장으로 있던 2000년 7월에 서울지방검찰청 검사장으로 거론되었던 서영제는 "SK그룹 수사여파가 경제 전반에 큰 파장을 낳고 있다"는 논란이 있을 때 기획통·공안통 엘리트 검사들이 독식해온 서울지방검찰청 검사장에 노무현 대통령과 독대한 이후  깜짝 발탁되어 신임 검사장이 된 서영제는 "국가를 망하게 하는 기소는 할 수 없고 국민이 박수치지 않는 수사는 하지 않겠다"며 SK그룹 수사 종결 이후로 예정된 다른 대기업 관련 수사를 한시적으로 중단하거나 속도조절할 의사가있음을 내비치자 참여연대 경제개혁팀 이수정 간사는 2003년 3월 14일에 "서영제 서울지검장의 발언은 수사권을 스스로 포기하는 눈치보기로서 권력의 수사권 침해와 다름없는행위"라며 "서울지점 형사9부에 SK수사 외압의 진상 공개를 요구하는공개질의서를 발송했다"고 밝혔다. 서울지방검찰청 검사장을 하면서 노무현의 형 노건평과 여당 대표였던 정대철, 구속 여부를 놓고 천정배 법무부 장관과 갈등이 있었던 송두율 교수 수사를 지휘하여 기소하였다.  굿모닝시티 사기분양 사건, 대우건설 정치권 로비사건 등의 사건을 처리했다.
경기도 분당의 한 성당에서 2003년 6월 5일에 큰 딸 서지은이  2003년 초에 검찰에 입문한 서울지검 서부지청 이영상 검사와 결혼하면서 서울지검은 물론 법무부, 대검 간부 등에게도 결혼 사실을 알리지 않고 양가 집안 가족과 친지들만 참석한 결혼식을 열었다.
서울지방검찰청 검사장으로 있을 때 김용철 (1958년)이 삼성 비자금 관련 폭로를 하면서 "서영제를 관리한 것은 노인식이었다. 성균관대 선후배 사이라는 핑계로 서영제 집에 드나들면서 집에 선물을 갖다줬다"고 하면서 "나도 검찰 선후배나 동기들에게 뇌물성 현금을 전달하라는 지시를 종종 받았다"고 말했다.
우병우가 서울중앙지방검찰청 특수2부 부부장검사이던 2004년 2월에  부산지방검찰청에서 구속돼서 재판을 받고 있는 안상영 부산광역시장에 대한 혐의를 적발하여 "안상영을 조사하겠다"며 부산구치소에서 서울구치소로 이감하면서 구치감에 하루 종일 부르지 않고 방치하다가 서울구치소로 돌아간 안상영이 부산구치소로 이감된 뒤 하루만에 스스로 목숨을 끊자 우병우가 징계 대상에 거론되었지만 서울중앙지방검찰청 검사장이던 서영제가 강하게 반발하면서 기관경고로 그치게 했다. 서울중앙지방검찰청 검사장으로 있으면서 서영제는 "아무 일도 안한다"는 비판을 받았다.
대구고등검찰청 검사장
검사로 재직하면서 근무한 적도 없고 인연도 전혀 없는 대구광역시에 소재한 대구고등검찰청 검사장 취임하면서 "전통 가치와 윤리가 무너지고 있는 현실에서 대구는 이를 보존하고 얼이 살아있는 지역이라는 느낌을 받았다"고 밝힌 서영제는 2005년 4월 8일 오후 취임후 소감을 묻는 질문에 "대구검찰이 처음 시도한 기업 경영기법인 6시그마 운동은 대검도 관심을 가지는 사안"이라고 전제한 뒤 "6시그마 제도를 정확히 파악해 실질적이고 효율적으로 운영될 수 있도록 적극 노력해 나가겠다"고 밝혔다.
대전고등검찰청 검사장
대전고등검찰청 검사장으로 취임하여 2004년 6월 1일 취임식을 열고 직원들의 화합과 일하는 검찰상을 강조했다.
천정배 법무부 장관은 광주 비엔날레 전시장에서 열린 교정작품전시회에 참석해 "검찰총장으로 외부 인물을 영입하는 것보다 내부에서 신망받는 적임자를 찾겠다"고 하면서 서영제가 검찰총장 후보로 거론되었으나 사법시험 1기수 후배인 정상명 대검찰청 차장검사에게 밀리면서 2005년 11월 21일 “수사는 검사가 하는 것이 아니라 ‘법’이 하는 것이고 사람을 수사하는 것이 아니라 ‘범죄사실’을 수사했다”면서도 “반평생의 검찰 생활에서 남은 것은 아무 것도 없다"고 하면서 "장밋빛 희망을 가득 싣고 들어온 저의 '검사 수레'는 이제 텅 빈 채 1990년 대검찰청에서 야간 때 입으라고 준 누더기 잠바만 실려 있습니다"라며  퇴임사를 남기고 대구고등검찰청 검사장을 마지막으로 26년간의 검사 생활을 마친 서영제는 2005년 12월 12일부터 'Lee International IP & Law Group'에서 변호사로 새로운 생활을 시작했다.
변호사
2006년 3월에 한솔제지 사외이사로 취임하였지만, 정부 공직자윤리위원회 12월 22일에 "'퇴직일로부터 2년간, 퇴직 전 3년 이내에 소속 부서 업무와 밀접하게 관련이 있는 사기업체에 취업할 수 없다'는 공직자윤리법 규정을 위반했다"며 검찰에 "서영제  변호사의 취업해제조치를 강구한다"라고 통보하자 정부 공직자윤리위원회를 상대로 "재직시 업무와 관련해 한솔제지 취업을 공직자윤리법 위반으로 판단한 것이 부당하다"며 서울행정법원에 소송을 제기하면서 "공직자윤리위원회가 문제삼은 원고가 현직에 있을 때 서울중앙지검과 대구지검 등에서 담당했던 한솔제지 관련 사건은 수사 현실상 원고가 영향력을 행사할 수 없었던 사건"이라며 "피고는 구체적인 경위를 면밀히 검토해 신중하게 판단했어야 함에도 외형만을 보고 원고의 취업을 공직자윤리법 위반 판단을 내렸다"고 덧붙였다.

2016년 10월 26일에 열린 대한변호사협회와 사단법인 법조언론인클럽이 공동주최하는 ‘누구를 위한 법조인인가’라는 주제의 토론회에서 "누구를 위한 검사인가라는 물음에 대한 답은 당연히 ‘국민’이다. 그러나 ‘진정으로’ 국민을 위한 검사는 어떤 것인지를 살펴볼 필요가 있고, 그것을 명확히 하는 데서 검찰 신뢰 회복의 길을 찾을 수 있을 것”이라는 내용으로 기조 발제를 통해 검사의 독립성 문제, 검사의 자격문제, 검찰수사상의 문제를 짚었다.
한국에서 처음으로 특별검사 제도로 박사학위를 받았던 서영제는 영어 단어 independent counsel의 직역 표현인 ‘독립 변호사’가 아닌 특별 검사라는 단어가 한국에서 쓰이게 된 계기를 제공한 점에 대해 "한국 실정상 변호사보다 검사라는 표현이 어울리겠다고 생각했다"고 말했다.
박근혜와 최순실에 의한 국정농단 특별검사 마지막 날이었던 2017년 2월 28일에 "책임 안지는 특검제 유지해야 하나?"라며 특별검사에 대해 비판했다.
2017년 1월 7일 방송된 SBS TV 그것이 알고싶다에서 서영제는 박근혜 정부의 민정수석이었던 우병우에 대해 "철저하게 그야말로 철두철미, 처음부터 끝까지 검사다. 너무 비인간적일 정도로 검사. 그러니까 다른 검사들은 싫어할 수도 있다"고 말했다.

문재인 정부 출범 후 "서울중앙지방검찰청이 13년 만에 고검장급에서 검사장급 기관으로 바뀌면서 검찰 내 승진 자리도 줄어드는 것 아니냐"는 우려가 제기되자 서영제는 2017년 5월 21일 경향신문과의 전화 인터뷰에서 "지금은 검찰이 승진 자리를 따질 때가 아니다”라고 하면서 "검찰청법에 따르면 검찰 내 직급은 검찰총장과 검사 두 가지뿐”이라며 “서울지검이 검사장급 기관이었던 예전으로 돌아갈 뿐”이라고 말했다. 박근혜 정부에서 논란이 됐던 검찰의 청와대 하명수사와 부실 수사 논란에 대해서는 "검찰이 하명수사를 했는지는 모른다"면서도 "다만 검찰은 큰 수사를 해 거악을 척결하는 데 힘써야지 작은 수사에 연연하면 안된다"고 말했다. 참여정부 초대 민정수석이었던 문재인 대통령의 검찰개혁 움직임에 대해서"뭔가 이유가 있으니 그렇게 하지 않겠냐"고 말하면서 "검사는 범죄를 발견하면 수사하면 될 뿐"이라며 "검찰도 이번 기회에 개혁된 후 ‘지휘체계’가 아닌 ‘검사 개인’이 주체가 돼 수사해야 한다"고 말했다.

## 학력
- 1967년 대전고등학교 졸업
- 1972년 성균관대학교 법학사
- 1974년 성균관대학교 법학 석사
- 2001년 성균관대학교 법학 박사

## 경력
- 1979년 11월 1일 ~ 1982년 서울지방검찰청 검사[43]
- 1982년 8월 ~ 1983년 대전지방검찰청 천안지청 검사
- 1983년 ~ 1985년 서울지방검찰청 남부지청 검사
- 1985년 장기해외연수
- 1986년 ~ 1987년 광주지방검찰청 순천지청 검사
- 1987년 법무연수원 교관
- 1988년 고등검찰관
- 1989년 ~ 1990년 대전지방검찰청 강경지청장
- 1990년 대검찰청 검찰연구관
- 1991년 ~ 1992년 대검찰청 공안제3과장검사
- 1993년 부산지방검찰청 공안부장검사
- 1993년 ~ 1995년 서울지방검찰청 서부지청 특수부장검사
- 1995년 ~ 1997년 서울지방검찰청 강력부장검사
- 1997년 ~ 1998년 서울지방검찰청 서부지청 차장검사
- 1998년 전주지방검찰청 차장검사
- 1999년 2월 대검찰청 범죄정보기획관
- 1999년 6월 17일 ~ 2000년 7월 14일 제13대 서울지방검찰청 서부지청 지청장
- 2000년 2월 14일 검찰-국방부 병역비리 합동수사반[44]
- 2000년 대검찰청 검사
- 2000년 ~ 2001년 법무연수원 기획부장검사 (겸직)
- 2001년 ~ 2002년 8월 대검찰청 초대 마약부장
- 2002년 2월 8일 ~ 2003년 3월 12일 제50대 청주지방검찰청 검사장
- 2003년 3월 13일 ~ 2004년 5월 31일 제46대 서울지방검찰청 검사장
- 2004년 6월 1일 ~ 2005년 4월 7일 제12대 대전고등검찰청 검사장
- 2005년 4월 8일 ~ 2005년 11월 21일 제36대 대구고등검찰청 검사장
- 2005년 12월 12일 Lee International IP & Law Group 상임고문
- 충청포럼
- 2006년 3월 한솔제지 사외이사
- 2006년 ~ 리인터내셔널특허법률사무소 변호사
- 2009년 ~ 2011년 충남대학교 법학대학원장
- 2012년 한솔제지 사외이사
- 2015년 11월 ~ 2018년 11월 세종대학교 감사

## 저서
- 2002년 3월 31일 《미국 특별검사제도의 과거와 미래》
- 2015년 12월 10일 《누구를 위한 검사인가》

## 수상
- 1998년 홍조근정훈장